# Ataxia cineracea
Ataxia cineracea är en skalbaggsart som beskrevs av Maria Helena M. Galileo och Martins 2007. Ataxia cineracea ingår i släktet Ataxia och familjen långhorningar. Inga underarter finns listade.